# Евангелическо-лютеранская церковь Европейской части России
Евангелическо-лютеранская церковь Европейской части России (ЕЛЦЕР) (нем. Evangelisch-Lutherische Kirche Europäisches Russland) — российская региональная лютеранская церковь немецкой традиции. Церковь насчитывает 133 общины и общинных групп, которые объединены в 11 пропств. На 2006 год в церкви работали 50 пасторов и 49 проповедников.
Синод ЕЛЦЕР — главный орган церковного управления. Церковь также имеет своих представителей в синоде ЕЛЦ. Епископом церкви с 2023 года является Сергей Гольцверт. Канцелярия епископа расположена в Кафедральном соборе свв. Петра и Павла в Москве.
Некоторые общины в составе ЕЛЦЕР поддерживают прямые взаимоотношения с партнерами из лютеранских общин Германии и с лютеранскими церквями в Америке.

### Епископы
Епископ — духовный глава ЕЛЦЕР.
- 1992—2007 — Зигмунд Шпрингер
- 2007—2011 — Эдмунд Ратц
- 2011—2022 — Дитрих Брауэр
- 2022—2023 — Андрей Джамгаров
- С 2023 — Сергей Гольцверт

- Эдмунд Ратц
- Дитрих Брауэр

### Центр
Церковный центр Евангелическо-лютеранской церкви Европейской части России находится в Москве по адресу 101000, Старосадский переулок, 7/10 в Кафедральном соборе Святых Петра и Павла.

### Пробства
- Центральное: Москва, Ярославль, Воронеж, Смоленск, Кострома
- Северо-Западное: Санкт-Петербург (2 общины), Архангельск, Великий Новгород
- Калининградское пробство (насчитывает 4 церковных региона и 40 общин)[2]
- Башкортостан
- Поволжско-Камское (Казань)
- Ульяновское-Самарское
- Саратовское (7 общин)
- Нижне-Волжское: Волгоград, Астрахань, Элиста
- Оренбургское
- Пермское
- Северо-Кавказское: Краснодар, Новороссийск[3], Владикавказ, Сочи, Черкесск

## Партнёр церкви
Евангелическая лютеранская церковь в Америке (ЕЛЦА) является партнером Евангелическо-лютеранской церкви Европейской части России.